# Hugo von Ritgen

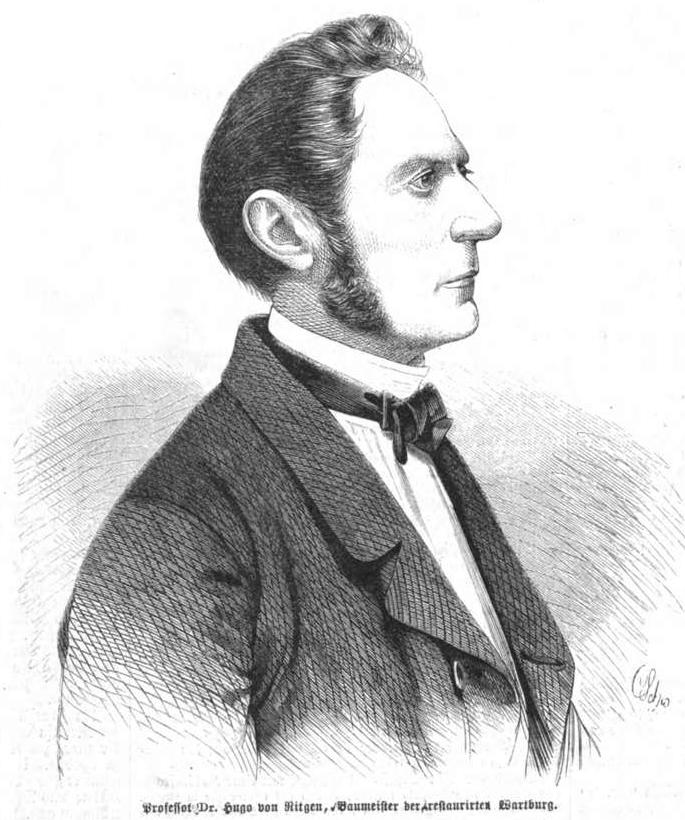
Hugo von Ritgen, 1868.

Josef Maria Hugo von Ritgen, född 3 mars 1811 i Stadtberge, död 31 juli 1889 i Giessen, var en tysk arkitekt.
Ritgen började med att studera medicin, sadlade sedan om och studerade arkitektur i Darmstadt, Paris och München samt blev professor i Giessen. Han gjorde sig framförallt känd genom sina restaureringsarbeten. Bland slott och borgar, som han "återställde", märks Wartburg (1850-talet), Thurnau vid Kulmbach och Gleiberg vid Giessen. Han utarbetade även plan till restaurering av borgen Eltz vid Mosel.